# Porto Azzurro
Porto Azzurro (Longone hasta 1873, Porto Longone hasta fines del 1947) es un municipio de la isla de Elba, perteneciente a la Provincia de Livorno (Italia), situdo en la costa de la isla y bañado por el Canal de Piombino, dentro de la región de Toscana. 
Porto Azzurro limita con los municipios de Capoliveri, Portoferraio, Rio Marina y Rio nell'Elba.

## Historia
«La tierra capital de la isla se llama Portolongone, muy fuerte en el sitio y el arte, construida en el dorso de una áspera cota y recinto interior de grandes murallas rodeadas por un foso profundo y flanqueado por cinco bastiones muy grandes.»
Jerónimo Brusoni, Dell'historie universali d'Europa, 1657

Originalmente, la localidad se llamaba Longone. Este topónimo, según algunos derivado de la considerable «longitud» de la ensenada original, aparece documentado por primera vez en la Tabula Peutingeriana (Portus Longe) y en los Annales Ianuenses de Caffaro di Rustico da Caschifellone (Longonum); Según otras hipótesis, el nombre deriva de la antigua presencia de longons (en griego antiguo λογγόνες o incluso λιθοϰλιμένοι), es decir, bolardos de amarre; en aquella época, se trataba de grandes peñascos arrastrados hasta la orilla del mar, hincados profundamente en el suelo allí y fijamente sujetados con fuertes hierros -probablemente grandes anillos- a los que se amarraban las mayores embarcaciones.
Frente a Porto Azzurro se encuentra el pecio de Punta Cera, que data de finales del siglo III. Portolongone formó parte del Estado de los Presidios a partir de 1603, cuando se construyó el núcleo fortificado llamado Forte di Longone, junto con la guarnición militar de Forte Focardo, levantado sobre un promontorio rocoso que cerraba la bahía. El Estado de los Presidios nació como posesión de la corona española, dentro del virreinato de Nápoles, con ocasión del Tratado de Londres (1557). Estuvo sometido a España de 1557 a 1707, pasó de 1708 a 1733 a la corona de Austria y, por último, de 1733 a 1801 a los Borbones de las Dos Sicilias de Nápoles. Durante la Guerra de Sucesión Española, Longone y el fuerte Focardo, construido en 1678 en Capoliveri, fueron los únicos presidios no ocupados por Austria. Por el Tratado de Viena de 1725 pasaron a ser posesión de Carlos de España y posteriormente en 1734 quedaron bajo la soberanía del rey de Nápoles hasta su entrega en 1801 por el Tratado de Florencia a la Primera República Francesa. En 1815 como la totalidad de la isla de Elba pasó a formar parte del Gran Ducado de Toscana.
En 1906, Portolongone perdió el territorio de Capoliveri, que formó el municipio homónimo. En 1947 asumió el nombre de Porto Azzurro. En años previos, el senador Giovan Battista Queirolo escribió: "El puerto deportivo de Porto Longone, bonito lugar de veraneo y baño, con una playa de arena fina y panoramas espléndidos, sitio predilecto de las familias de Roma y Toscana, merece, por su belleza, que su nombre se libere del que recuerda inquietantemente a la Casa di Pena, a la que, aunque está bastante alejada, se asocia, por su nombre, en la mente de quienes no conocen el bonito balneario: por su luminosidad, por su verde vegetación, bien le convendría el nombre de Porto Azzurro o Porto Verde. "

## Monumentos y lugares de interés
- Santuario della Madonna di Monserrato (Santuario de Nuestra Señora de Montserrat)
- Cappella del Sacro Cuore di Maria (Capilla del Sagrado Corazón de María)
- Chiesa della Madonna del Carmine (Iglesia de Nuestra Señora del Carmen)
- Chiesa di San Giacomo Maggiore (Iglesia de Santiago el Mayor)
- Fuerte Longone
- Laghetto di Terranera (Estanque de Terranera)
- Spiaggia di Barbarossa (Playa de Barbarroja)
- Spiaggia di Reale (Playa de Reale)
- Cima del Monte
- Relitto di Punta Cera (Pecio de Punta Cera)

## Evolución demográfica
| Gráfica de evolución demográfica de Porto Azzurro entre 1861 y 2001 |
|                                                                     |
| Fuente ISTAT - elaboración gráfica de Wikipedia                     |